# Erwin Dauner
Erwin Dauner (* 13. März 1894 in Geislingen an der Steige; † 27. April 1980 in Ludwigsburg) war ein deutscher Bildhauer.

## Leben
Erwin Dauner war ein Sohn des Kunstbildhauers Jakob Dauner. Er absolvierte die Realschule und studierte von 1910 bis 1914 an der Stuttgarter Kunstgewerbeschule bei Josef Zeitler. Zwei Semester lang unterrichtete Dauner auch selbst an dieser Einrichtung, dann unterbrach offenbar der Erste Weltkrieg seine künstlerische Tätigkeit, die Dauner erst 1918 wieder aufnehmen konnte. 1920 beendete er seine Studien in Stuttgart.

## Werk

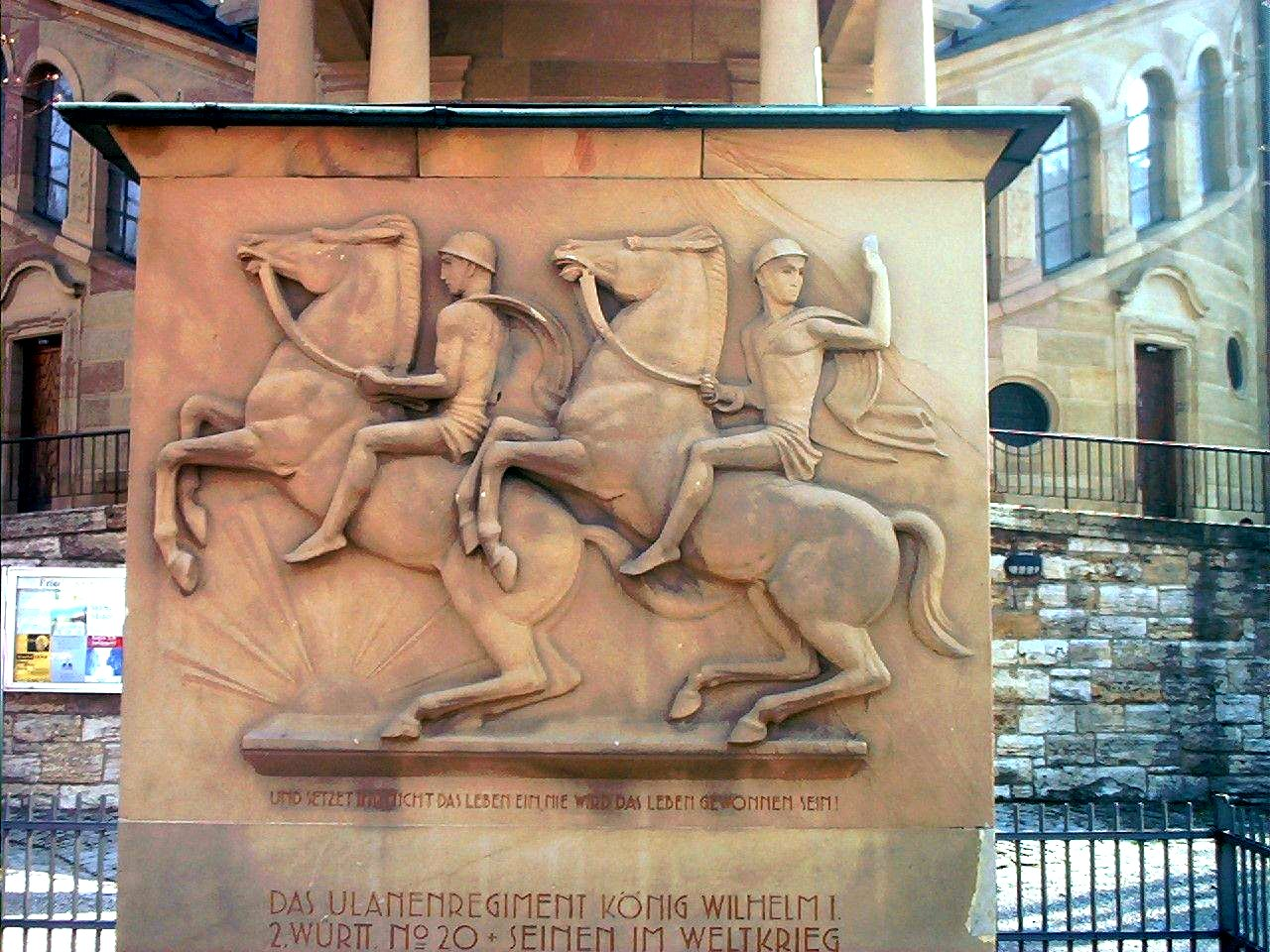
Ulanendenkmal in Ludwigsburg

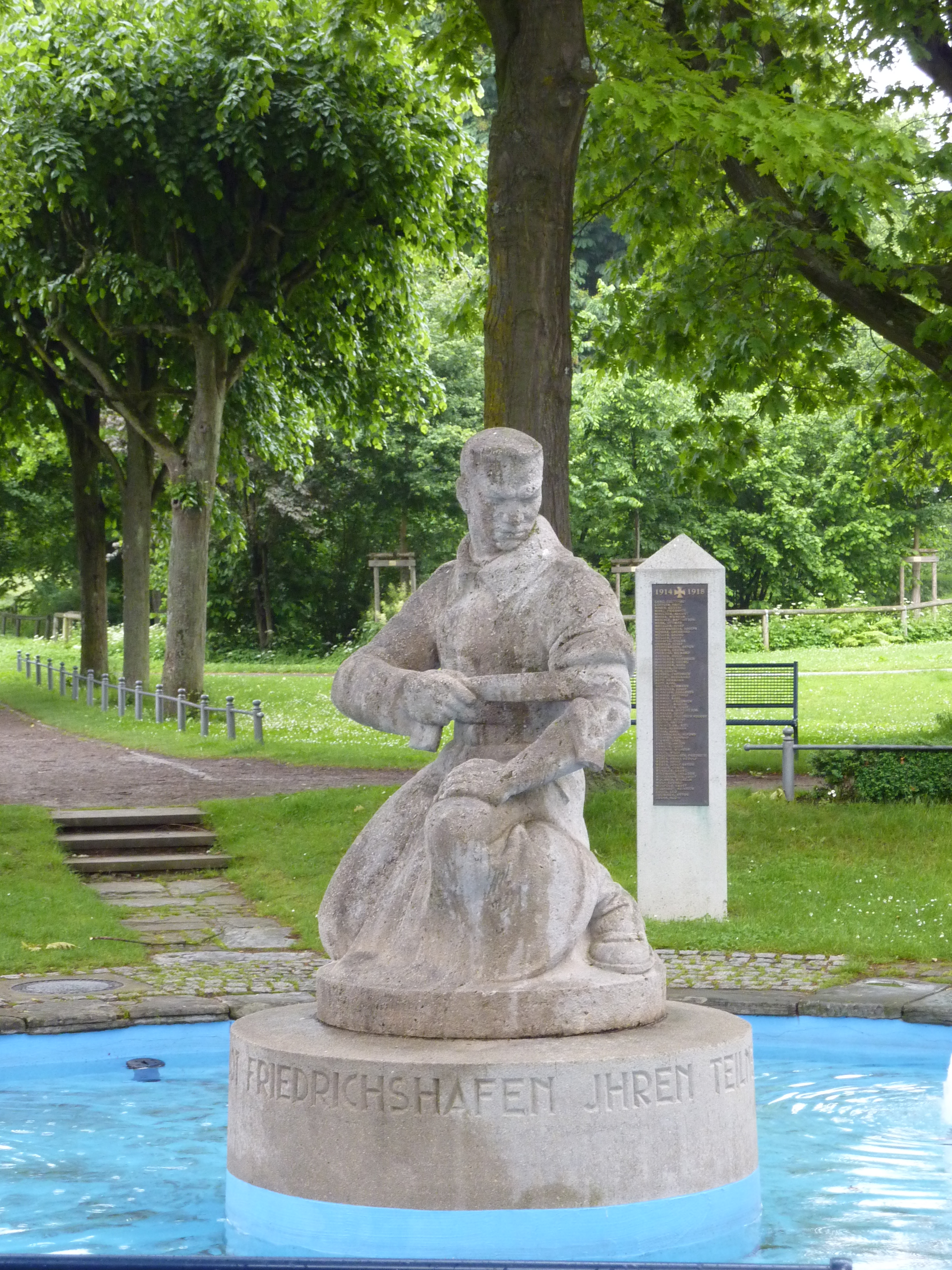
Friedrichshafener Kriegerdenkmal

Dauner war hauptsächlich in der Zwischenkriegszeit und während des Dritten Reichs tätig und gestaltete Kriegerdenkmäler und andere Skulpturen mit politischem Hintergrund. Er schuf das Denkmal des Ulanen-Regiments in Ludwigsburg sowie das Kriegerdenkmal in den Friedrichshafener Uferanlagen. Dieses Denkmal, das ursprünglich für den Alten Friedhof vorgesehen gewesen war, wurde, nachdem Dauners Entwurf sich bei einem Wettbewerb durchgesetzt hatte, aus Tuffstein gehauen und 1930 aufgestellt. Es zeigt einen verwundeten Soldaten, der sich einen Verband anlegt, um weiter kämpfen zu können. Das Denkmal, von Anfang an nicht unumstritten, wurde 2004 in Privatinitiative umgestaltet. Um den runden Brunnen, in dem Dauners Kriegerfigur steht, wurden sechs Stelen aufgestellt, auf denen auch der Opfer des Zweiten Weltkriegs in und aus Friedrichshafen gedacht wird. Außerdem wurde die Anlage um zwei Findlinge ergänzt, auf denen an umgekommene Flüchtlinge und Menschen aus verschiedenen Nationen erinnert wird.
Auch das Ehrenmal am Burschenschaftsdenkmal in Eisenach hatte eine bewegte Geschichte. Schon bald nach dem Ende des Ersten Weltkrieges trug sich die Deutsche Burschenschaft mit Plänen, für die rund 3000 gefallenen Burschenschafter ein Denkmal zu setzen. 1927 wurde der Preis dieses Denkmals auf höchstens 60 000 bis 70 000 Reichsmark festgelegt. Zu diesem Zeitpunkt war bereits ein Vorschlag von Wilhelm Kreis abgelehnt worden. Auch ein Entwurf von Wilhelm Wagner wurde in den Folgejahren wegen Überschreitung dieser Summe abgelehnt. 1928 senkte man gar die Höchstsumme auf 30 000 Reichsmark ab. Von 43 Entwürfen, die 1930 vorlagen, kamen acht in die engere Wahl und drei erhielten Ehrenpreise. Ausgeführt wurde schließlich ein Entwurf, an dem Dauner zusammen mit Friedrich Haußer gearbeitet hatte. Die einzelnen Teile des Ehrenmals aus Maulbronner Travertin wurden in Dauners Werkstatt in Ludwigsburg behauen und durchnummeriert und in Eisenach zusammengesetzt. Zum Burschentag 1933 war das Ehrenmal fertiggestellt, das am 4. Juni 1933, dem Pfingstmontag, eingeweiht wurde. Der Gedenkstein in einem offenen Raum unterhalb des Burschenschaftsdenkmals zeigte einen nackten, mit einem Schwert bewaffneten Jüngling zwischen weiteren erhobenen Armen mit Schwertern und eine Inschrift, die an die im Ersten Weltkrieg Gefallenen erinnerte. Das Ehrenmal überstand zwar den Zweiten Weltkrieg relativ unbeschadet, wurde jedoch am 22. November 1946 nach dem Befehl des Alliierten Kontrollrates radikal reduziert. Da alle den Militarismus verherrlichenden Elemente beseitigt werden mussten, blieb schließlich nur Haußers Namenszug und der Zirkel seiner Burschenschaft Hilaritas übrig. Im Zuge von Restaurierungsarbeiten wurde 1992 wieder eine Inschrift angebracht, die diesmal auch an die Opfer des Zweiten Weltkrieges erinnerte.
Verschwunden ist auch ein Schriftband, das Dauner für den Erholungs- und Festplatz der Stadt Ebersbach an der Fils im Gewann „Hölzerner Rain“ geschaffen hatte. Die Grünanlage war seit 1925 im Bebauungsplan vorgesehen gewesen, wurde aber erst nach Insistieren eines nationalsozialistischen Gemeinderatsmitglieds 1935 angelegt. 1938 war die Anlage, die nach Dietrich Eckart benannt wurde, fertig. An der Frontmauer des Redner- und Konzertplatzes wurde die Inschrift Als Gemeinschaftsleistung aller Stände am Tag der nationalen Arbeit 1937 begonnen / Dem Künder des Dritten Reiches Dietrich Eckart geweiht / Im Jahre der Schaffung Gross-Deutschlands am Tage der nationalen Arbeit 1938 vollendet angebracht, die Dauner gestaltet hatte. Zwar wies der Bürgermeister den Gemeinderat bereits am 12. Mai 1945 auf die anstehende Umbenennung der Anlage hin, doch verliefen die Überlegungen zu einer neuen Namensgebung zunächst im Sande. Auf Antrag eines Mitglieds des Gemeinderats vom 5. Juli 1946 wurde jedoch das von Dauner gestaltete Schriftband entfernt.
Ein Kuriosum aus Dauners Werkstatt stellt die plastische Gestaltung des Eingangsbereichs des heutigen Mörike-Gymnasiums in Ludwigsburg dar: Neben dem Arbeiter mit Spaten stand ursprünglich ein Pimpf der Hitlerjugend mit Trommel. Durch eine Umgestaltung der Figur 1947, zehn Jahre nach der Schaffung der Erstversion, wurde aus der Trommel eine Weinpflanze.
Dauner schuf die Entwürfe zu einem Denkmal für die Gefallenen des Ersten und Zweiten Weltkriegs auf dem Friedhof von Stammheim (1953), für das Ehrenmal auf dem Friedhof in Uhingen (vor 1959) und für das Mahn- und Ehrenmal auf dem Friedhof in Ditzingen (1960). Das 1937 errichtete Gebäude am Hafenmarkt 1 in Schwäbisch Hall zeigt plastischen Schmuck von Dauner, ebenso das Gebäude der Kreissparkasse am Schillerplatz in Ludwigsburg.

## Nachlass
Handschriftliche autobiographische Aufzeichnungen Dauners befinden sich im Städtischen Museum Ludwigsburg.